# Harworth
Harworth är en by i civil parish Harworth Bircotes, i distriktet Bassetlaw, i grevskapet Nottinghamshire i England. Harworth var en civil parish fram till 1974 när blev den en del av Harworth Bircotes och Bawtry. Civil parish hade 8 289 invånare år 1961. Byn nämndes i Domedagsboken (Domesday Book) år 1086, och kallades då Hareworde.